# ثالث نجم
ثالث نجم هو فيلم من نوع دراما أُصدر في 2010. الفيلم من إخراج Hattie Dalton ‏.

## القصة
تقع أحداث الفيلم في المملكة المتحدة.

## طاقم التمثيل
- هيو بونفيل
- توم بيرك
- بيندكت كامبرباتش
- Adam Robertson  [لغات أخرى]‏
- إيروس فلاهوس
- نيا روبرتس
- جيه جيه فيلد

## الإنتاج
موسيقى الفيلم التصويرية كانت من تأليف Stephen Hilton ‏.

## وصلات خارجية
- ثالث نجم على موقع IMDb (الإنجليزية)
- ثالث نجم على موقع روتن توميتوز (الإنجليزية)
- ثالث نجم على موقع ألو سيني (الفرنسية)
- ثالث نجم على موقع Turner Classic Movies (الإنجليزية)
- ثالث نجم على موقع أول موفي (الإنجليزية)
- ثالث نجم على موقع فيلمافينيتي (الإسبانية)
- ثالث نجم على موقع قاعدة بيانات الفيلم (الإنجليزية)
- ثالث نجم على موقع ليتربوكسد (الإنجليزية)
- ثالث نجم على موقع كينوبويسك (الروسية)